# Bärndorf (Bogen)
Bärndorf ist ein Gemeindeteil der Stadt Bogen im niederbayerischen Landkreis Straubing-Bogen.
Das Dorf liegt circa eineinhalb Kilometer nordöstlich von Bogen an der Kreisstraße SR 3 auf der Gemarkung Bogenberg.

## Wirtschaft
In Bärndorf befindet sich ein Werk der Wienerberger GmbH. Es geht zurück auf das Familienunternehmen Bayerische Dachziegelwerke Bogen GmbH, das 2006 von Wienerberger gekauft wurde. Der Standort in Bärndorf hatte 2005 eine Kapazität von 37 Millionen Stück mit zwei Werken für Pressdachziegel und einem Werk für Zubehör. Mit 157 Mitarbeitern wurde ein Umsatz von 20 Millionen Euro erzielt. Die Reichweite der direkt neben den Werken liegenden Rohstoffvorkommen wurde damals mit mehr als 50 Jahren angegeben.

## Geschichte
In einem Text der Monumenta Boica erfolgt um 1085 die Erstnennung des Orts als Berindorf.
Bei der Gründung der Gemeinden in Bayern kam Bärndorf zur politischen Gemeinde Bogenberg. Durch die Auflösung der Gemeinde Bogenberg im Zuge der Gebietsreform in Bayern kam Bärndorf am 1. Januar 1971 zur Stadt Bogen.
Bis zur Teilstilllegung der Bahnstrecke Straubing–Miltach im Jahr 1994 gab es einen Haltepunkt in Bärndorf.

## Baudenkmäler
Siehe auch: Liste der Baudenkmäler in Bärndorf
- Kapelle